# Manuel Núñez González
Manuel Núñez González (Vilardevós, 5 de agosto de 1885 -  13 de febrero de 1917) fue un registrador y poeta gallego.

## Trayectoria
Cursó el bachillerato en Orense, donde fue alumno de Marcelo Macías. Estudió derecho en la Universidad de Santiago de Compostela, y en ese momento militó en el Partido Liberal Fusionista de Eugenio Montero Ríos . Hizo oposiciones como registrador de la propiedad, y obtuvo la plaza en La Almunia de Doña Godina, en la provincia de Zaragoza, y tras pedir el traslado fue destinado a Villalba .
Publicó algunos poemas como "Alborada", "Os amores da terriña" y "Aurora" (firmado en ocasiones con el seudónimo Ma-Nu-Gon) en la publicación O Tio Marcos d'a Portela y la leyenda A namorada cautiva en el Revista O Galiciano (que luego recogía en Salaios ).
Ingresó como miembro de la Compañía de Jesús, y escribió poemas místicos en español. Tuvo que abandonarlo antes de pronunciar los votos perpetuos a causa de una grave enfermedad que le provocó la muerte. Fue elegido miembro de la Real Academia Gallega pero no llegó a leer su discurso de entrada, La compañía gallega.
También es autor del folleto "Manojo de iniquidades o un feudal del siglo XIX", escrito contra un político de la comarca de Verín y publicado en Portugal. Como narrador publicó "O muiño dos tíos Mariquiñas. Conto" en O Tio Marcos d'a Portela . Colaboró en La Opinión de Verín .

## Obras
- Salaios. Versos gallegos , 1895.
- La poesía popular gallega, 1894.
- Efusivas, 1908
- Montón de iniquidades o un señor feudal del siglo XIX.